# دانشگاهی برای صلح
دانشگاهی برای صلح (به انگلیسی: University for Peace) یک سازمان بین‌دولتی است که دارای وضعیت دانشگاه است که در سال ۱۹۸۰ و بر اساس پیمانی در مجمع عمومی سازمان ملل متحد تأسیس شد. پردیس اصلی این دانشگاه در کاستاریکا است. 